# Blacksad
A Blacksad egy francia képregény sorozat, amelyet a spanyol rajzoló Juanjo Guarnido és Juan Diaz Canales (író) alkotott meg.
A történetek az 1950-es években, az Amerikai Egyesült Államokban játszódnak. A műfaj hard-boiled film noir. Minden szereplő egy-egy antropomorf állat, amelynek faja tükrözi személyiségét, karakterét és szerepét a történetben. A szerzők gyakran élnek a sztereotípiákkal: szinte valamennyi rendőr német juhász, véreb, vagy róka, miközben az alvilági karakterek hüllők, kétéltűek, vagy patkányok, az ügyvédek pedig hiénák. A női szereplők többnyire jobban hasonlítanak emberre, mint férfi megfelelőik. A történet dinamikájára jellemző a tragikus és a komikus események közötti váratlan váltás és a filmszerű, akció dús cselekményvezetés.
A képregény egy sötét-realista képet próbál ábrázolni, tiszta, éles vonalakkal. Az akvarell technikával készült rajzi megvalósítás igen részletgazdag, gyakran létező helyeket és városokat szerepeltet, ezáltal is erősítve a képregény realisztikus hangulatát, dacára annak, hogy állatok a karakterek.

## Kiadások
Bár mindkét szerző spanyol, a nagyobb célközönség miatt a kötetek először a francia piacon jelentek meg a Dargaud kiadó gondozásában, amit egy hónappal később követett a spanyol kiadás.
Számos nyelvre lefordították, többek között: spanyol, bolgár, katalán, kínai, horvát, dán, holland, angol, cseh, finn, német, görög, olasz, japán, norvég, lengyel, portugál, orosz, szerb, magyar, svéd és török nyelvekre.
Az Egyesült Államokban a kiadó csődje következtében a sorozat harmadik kötete nem jelent meg önállóan. 2010-ben a Dark Horse egyben kiadta az első három kötetet Blacksad néven, egy időben a negyedik rész európai kiadásával.

### Magyarországi megjelenés
- Árnyak között (2016, Pesti Könyv Kiadó, fordító: Nagy Krisztián). Az alapkiadás a Dark Horse fekete borítójával jelent meg, a gyűjtői kiadás pedig a 2003-as eredeti borítóval, ami Blacksadet és Natalia Wilfordot ábrázolja.
- A második rész 2017 májusában várható.[2]

## Főszereplők

Blacksad és Weekly

### John Blacksad
Fekete macska. Magánnyomozó. Szegény környéken nőtt fel, gyerekkorát a rendőrség elől menekülve töltötte. Az Otto Liebber apja - a "Miniszter" - által alapított jótékonysági kezdeményezésnek köszönhette, hogy felemelkedett a szegénysorból. Részt vett a második világháborúban, részben ennek köszönheti célzóképességét és jártasságát a közelharcban.
Az egyetemen a történelem volt a fő szakja, de az első év után félbehagyta tanulmányait.
A noir műfaj más nyomozóihoz hasonlóan Blacksad a világ gonoszságán elmélkedő cinikus narrátor, és a történetekben nagy szerepet játszanak visszaemlékezései.
Több hamis személyazonosságot használ, így kiadja magát FBI ügynöknek, vámhivatalnoknak és adószedőnek.

### Weekly
Barna menyét. Fotóriporter, a "Mi újság" bulvárlapnak dolgozik, hetente szállítja a sztorikat, kezdetben azt állítja, innen ered a beceneve.
A második résztől kezdődően Blacksad társa, ő biztosítja a komikus elemet a történetekben.

### Smirnov
Barna német juhász. Rendőrfelügyelő és Blacksad barátja.

## Cameok
A sorozatban többször felbukkannak híres emberek antropomorf változatai:
- Joseph McCarthy szenátor, mint Gallo szenátor (kakas)
- Mark Rothko, mint Szergej Litvak (medve)
- Az amerikai elnök, mint fehérfejű rétisas
- Allen Ginsberg ,mint Greenberg (bölény)
- Lauren Bacall, mint Natalia Wilford, magát a karaktert Marilyn Monroe insprirálta.[3]
- James Woods gyíkként
- Ernest Borgnine, mint Jake Ostiombe
- Otto Liebber (bagoly) erős hasonlóságot mutat számos tudóssal, akik részt vettek a Manhattan tervben.

|  | Alább a cselekmény részletei következnek! |

## Kötetek

### Quelque part entre les ombres (Somewhere Within the Shadows / Árnyak között)
Blacksad a híres színésznő Natalia Wilford gyilkosságának körülményeit vizsgálja, akivel korábban kapcsolatban állt, először testőrként, majd partnerként.
A nyomok először Leon Kronskihoz a forgatókönyvíróhoz és Natalia utolsó ismert szeretőjéhez vezetnek, akinek nyoma veszett. Egy patkány bandatag tippje nyomán megtalálja Kronskit, akit álnéven eltemettek. Miután két nehézfiú alaposan helyben hagyja, a rendőrség "saját érdekében" letartóztatja Blacksadet. Smirnov elmagyarázza, hogy rendőrként meg van kötve a keze, feljebbvalói nyomást gyakorolnak rá, így a gazdagokkal és befolyással bírókkal szemben hivatalosan nem tud eljárni. A felügyelő mindkét fél számára előnyös alkut ajánl a magánnyomozónak, ha segít neki megbüntetni az elkövetőket.
Amikor Blacksad hazatér, otthonában egy iguána bérgyilkos vár rá, aki tévedésből azt hiszi róla, hogy szintén zsarolni próbálja Natalie gyilkosát. A patkány bandatag közben ismét felbukkan, rájuk támad és a tűzharcban megöli a bérgyilkost, mielőtt a magánnyomozó önvédelemből végezne vele. Blacksad kihallgatja a haldokló iguanát, aki feladja a tettest: Ivo Statoc, a béka, a város leggazdagabb és leghatalmasabb üzletembere, aki törvények felett állónak tartja magát. Ivo maga végzett a színésznővel, Kronskival folytatott viszonya miatt. Blacksad beront Ivo felhőkarcolójának tetején található irodájába, menet közben törlesztve a két nehézfiúnak, akik megverték a temetőben. A magánnyomozó felelősségre vonja a nyugodt és hidegvérű üzletembert, aki először állást kínál neki, majd vesztegetéssel próbálkozik, de Blacksad lelkiismeretére hivatkozva elutasítja. Ivo azzal hergeli Johnt, hogy nem elég hidegvérű és pont a lelkiismeret az, ami miatt nem tudja megölni. Statoc gúnyos mosolyát látva Blacksad azonban mégis lelövi.
Smirnov felügyelő az esetet öngyilkosságnak állítja be, és Natalie megölésével az üzletember két testőrét vádolják meg.

### Arctic-Nation (Arctic Nation/Poláris nemzet)
A kötet témája a faji megkülönböztetés és a gazdasági recesszió hatása. A történet egy külvárosban játszódik.
Blacksad először fut össze társával, Weeklyvel, bár kezdetben elutasítja az együttműködést a fotóriporterrel.
Johnt egy általános iskolai tanárnő, Miss Grey bérelte fel, hogy megtalálja egyik eltűnt diákját, Kayliet, akit gyanúja szerint a Sarki Nemzet, egy rasszista politikai szervezet rabolt el. A szervezet három tagja először egy öreg szerencsejáték függő szarkára, Cottenre, majd Blacksadre és Weeklyre támad egy fekete bundájúak számára tiltott bárban. A hatóságok a támadók helyett a magánnyomozót és társát viszik a rendőrségre, ahol Karup jegesmedve a helyi vezető és egyben Sarki Nemzet szimpatizáns. Karup példabeszédet tart nekik az államalapítók örökségéről, Lee tábornok falon függő szablyájára mutatva, majd figyelmezteti őket, nemkívánatosak a környéken. Kifelé menet találkoznak Karup feleségével, Jezabellel. Blacksad felkeresi Kayle anyját, az autós moziban dolgozó Dinahot, és kérdőre vonja, miért nem keresteti a lányát.
John és Weekly útjai keresztezik a Kayle elrablásával gyanúsított Fekete Karom szervezetét, de ők tagadják a vádat.
Weekly rájön, hogy míg Karup és felesége plátói házasságban élnek, a nő megcsalja férjét Hukkal. A sarki róka a Sarki Nemzet egyik vezetője. Weekly szemtanúja lesz Jezabel és Dinah titkos találkozójának is, ahol Kayle anyja megfenyegeti Jezabelt, hogy mindenről kitálal. Amikor később Blacksad felkeresi Dinahot, a nőt holtan találja. A nyomok éles pengére, szablyára utalnak. John templomból távozó Karupot az egész gyülekezet előtt megvádolja a gyilkossággal, és utal Jezabel hűtlenségére. Weekly Karupról szóló cikke a jegesmedve kezébe kerül, aki elhatározza, hogy itt az ideje a leszámolásnak. Karup megcsalása miatt Hukra támad.
Weeklyt elrabolja a Sarki Nemzet. Blacksad megfenyegeti Cottont, mert az Weekly fényképezőgépét próbálja eladni. A szarka elvezeti Johnt egy elhagyatott repülőgépgyárba, ahol a Sarki Nemzet gyűlést tart. Huk elárulja Karupot, és Kayle feltételezett elrablása miatt a jegesmedvét felakasztják. Weekly lenne a következő áldozat, de Blacksad megmenti. Tűz tör ki, Huk halálosan megsebesíti Cottont, akinek még van ereje elvezetni a magánnyomozót Kayle rejtekhelyére. Azt kéri, juttassa el a szerencsejátékok városába, Las Vegasba. John Huk autószerelő műhelyébe siet, azonban a sarki rókát meggyilkolta valaki. Weekly megmutatja Johnnak a korábban Jezabelről készített fotókat. Karup temetése után a magánnyomozó feltépi Jezabel ruháját, felfedve a mellkasán található fekete anyajegyet, ami megegyezik Dinah fehér anyajegyével.
Jezabel elárulja, hogy Dinah az ikertestvére, Karup pedig az apja volt.
A fehér társadalomban feltörekvő Karupon elhatalmasodott a rasszizmus, és első, fekete feleségét terhesen a téli erdőben hagyta. A nő ezt mégis túlélte és megszülte gyermekeit, de pár évvel később belehalt a megpróbáltatásokba. A két testvér bosszút esküdött. Jezabel színlelt házasságot kötött Karuppal, elcsábította Hukot és a jegesmedve ellen hangolta. Huk ötletére Cotton elvitte Kaylet, hogy a gyerekrablással majd a jegesmedvét gyanúsítsák meg. Nem tudva a testvérekről, Huk meggyilkolta Dinahot, nehogy beszéljen, Jezabel viszont őt ölte meg.
Kayle visszakerül az iskolába, Miss Greyhez. Blacksad és a magára maradt kislány szomorú pillantást vetnek egymásra. Blacksad végül elmegy Las Vegasba, hogy szétszórja Cotten hamvait, teljesítve utolsó kívánságát.

### Âme Rouge (Red soul /Vörös lélek)
Las Vegasban Blacksad Hewitt Mandeline, egy öreg teknős testőreként dolgozik. Hewitt egy New York-i művészeti galériában próbálja befektetni vegasi nyereményét, ahol Sergei Litvak orosz festő is kiállítja "A világ lelke" című sorozatát. John a galériában rálel egy szórólapra egy atomenergetikai előadásról, amelynek előadója öreg barátja, Otto Liebber a Nobel-díj várományos atomfizikus. Blacksad itt találkozik a baloldali, gazdag Samuel Gotfielddel, a kutatást finanszírozó alap vezetőjével, akit a magánnyomozó rögtön ellenszenvesnek talál, mert gúnyt űz Liebber előadásából.(Magyar vonatkozás: az előadás és Gotlieb ellen tüntetés zajlik, és az egyik tüntető tábláján a "Freedom for Hungary" felirat olvasható).
Samuel meghívja a magánnyomozót egy partira a luxusvillájába, ahol megjelenik a "tizenkét apostol". A tizenkét baloldali értelmiségi között van Sergei Litvak festő, Otero, Otto Liebber, Alma Mayer írónő - Gotfield menyasszonya-, és Laszlo Herzl az elismert kémikus. Miután Blacksad Otero segítségével kimenti a vízben fuldokló, nukleáris világvégétől rettegő részeg Samuelt, Herzl az atomfegyverek támogatásával gyanúsítja meg Liebbert. A partinak vége szakad, a bőrig ázott Oteronak Liebber kölcsönadja a kalapját. Oterora egy gaviál támad rá otthonában és mivel annak kalapja miatt Otto Liebbernek hiszi, megöli.
Blacksad meglátogatja Samuelt és Almát. Gotlieb nemcsak Otero halála miatt aggódik, hanem Gallo szenátor kommunisták elleni tévébeszéde is. A magánnyomozó Sergei Litvakot, Otero legközelebbi barátját is felkeresi, aki kéri, vigye vissza a kölcsönkalapot Ottonak. John úgy dönt, vigyázni fog Ottóra, mert rájön, hogy ő lehetett a valódi célpont. A gaviál megpróbálja felrobbantani Otto kocsiját, de Blacksad még időben közbelép és megmenti. Ottónak nyoma veszik, miközben John a merénylőt üldözi, sikertelenül. Smirnov felügyelő szerint kémiailag igen komplex bombát használtak a merényletkísérlethez, ez pedig Laszlo Herzlre utal. Blacksad felelősségre vonja Herzlt, akiről kiderül, hogy holokauszttúlélő és nácivadász, Otto Liebber pedig a világháború alatt a Harmadik Birodalomnak dolgozott, mielőtt a béke és demokrácia védelmezőjévé vált. John sokkolják a hallottak.
Samuel Gotfieldet megfenyegeti Gallo szenátor, aki magát mentve inkább feladja a "tizenkét apostolt". Almát is letartóztatja az FBI, de Blacksad FBI-ügynöknek adva ki magát, kiszabadítja és Weekly lakásába menekíti, ahol elmélyül kapcsolatuk.
Ottót keresve Sergei Litvakot kihallgatja az FBI, de az igazságszérum megöli a beteg festőt.
Otto közben visszatér a környékre, ahol Blacksad is felnőtt, de a szegénység ismét eluralkodott és apja munkáját romokban találja. Személyes válsága arra készteti, hogy a városi akvárium épületében rejtőzzön el, akárcsak gyerekként Blacksad.
John megkéri Almát, adjon neki pár napot, hogy megtalálja Ottót, mielőtt a elutaznak a Niagara-vízeséshez. Az akváriumban Otto bevallja a magánnyomozónak, hogy hibázott és rossz oldalt választott a háborúban, lerombolta hazáját ahelyett, hogy felemelte volna. Litvak tanácsára hallgatva újabb hibát követett el, a béke és az erőegyensúly érdekében kiadta a hidrogénbomba terveit Sergeinek. John azonnal Litvakhoz siet, de holtan találja. A félbehagyott festményt látva rájön a tervre: Litvak kelet-berlini kiállítására nem egy, hanem két festményt rakodnak be. Röntgensugár segítségével megállapítható lesz melyik rejti a képleteket, ez kerül az orosz politikusok kezére, a másik pedig visszatér a kiállítás után az Egyesült Államokba. John nem tudja, melyik-melyik, ezért átragasztja a ládákon a címzést, hogy Ausztráliába küldjék a festményeket.
John Alma után indulna a nászútjukra, de az FBI letartóztatja. Gallo szenátor Otto Libber tartózkodási helyére kíváncsi, különben Litvak halálával a nyomozót vádolják meg. Blacksad azonban Gotfield széfjében bizonyítékot talált: Samuel azért adta fel társait, mert Gallo helyet biztosít neki atomháború esetén egy védett óvóhelyen. A kiválasztottakat tartalmazó lista nyilvánosságra hozásával a magánnyomozó megzsarolja Gallot. Megrendezik Otto halálát, mindenki úgy tudja, John egykori professzora ellen vall, így az inkább az öngyilkosságba menekül. Alma az álhíreket olvasva nem vár tovább Blacksadre, ugyanúgy árulónak tartva, mint Samuel Gotfieldet. John megpróbál a nyomára lelni, de nem találja. A listát tartalmazó borítékot Weeklyre bízza arra az esetre, ha valami történne vele. Blacksad levelet kap Ottótól, amelyben köszönetet mond neki mindazért, amit érte tett, és tudatja, hogy visszatért Németországba, segíteni a háború után a közösség újjáépítésében.

### L'Enfer, le silence (A Silent Hell/A pokol, a csend)
Blacksadet és Weeklyt New Orleansban felbérli Faust LaChapelle (kecske) lemezkiadó, hogy találják meg a heroinfüggő Sebastian Fletchert (boxer), aki annak ellenére lett a kiadó legsikeresebb zenésze, hogy egy születési rendellenesség miatt egyik karja kisebb, mint a másik. Leeman, az ügyre korábban ráállított másik magánnyomozó - aki majdnem elgázolja őket - szeretné, ha közösen dolgoznának, de Blacksad elutasítja a vízilovat annak vezetési stílusa és alkoholizmusa miatt.
John megtalálja Sebastian drogdílerét, aki bevallja neki, hogy egy álarcos férfi fizetett neki, hogy sztrichninnel mérgezett heroint adjon el Sebastiannek. A magánnyomozó találkozik LaChapelle fiával: Thomas arra kéri, beteg apja miatt hagyjon fel a kereséssel. Úgy véli, a boxer rossz hatással van LaChapellere, és a pénzét a keresés helyett inkább a kezelésére kellene költenie. John később Sebastian terhes felesége társaságában találja Thomast, aki menedéket biztosított a szülés idejére.
A magánnyomozó megtudja, hogy a boxer egy olyan új dalt, - a Pizen bluest - tervez előadni, ami feldühíti LaChapellet. Közben Weekly felfedezi, hogy Fletcher néhány barátját öngyilkosságnak beállítva megölték, és Sebastian lehet a következő áldozat. A boxer dalában meséli el, miért szenved genetikai rendellenességtől, és szülővárosában miért haltak bele sokan egy influenza elleni balzsam használatába, amit a titokzatos Dr. Dupree árult. A doktor megvesztegette a hatóságokat, hogy megmeneküljön a börtöntől. LaChapelle egy szerződéssel megmentette Sebastiant és zenésztársait a szegénységtől, de végül csak Sebastian maradt életben.
Blacksad rájön, hogy a másik magánnyomozó, Leeman felelős a gyilkosságokért, és zsarolni akarta LaChapellet a Sebastian szülővárosában történtek miatt. John kérdőre vonja Faustot, aki bevallja, hogy ő Dr. Dupree. Nagy összegeket költött a gyógymód megtalálására, de ha a boxer felfedi a múltat, az tönkretenné LaChapellet és a kutatást, ezért adott mérgezett heroint Fletcher drogdílerének. Weekly felbukkan, mert értesült, Sebastian hol lép fel az éjszaka, de későn érkeznek, mert a méreg végez a zenésszel. LaChapellt genetikai betegsége öli meg. Tervei hiábavalóak voltak, mert Thomast nem érdekli sem apja vagyona, sem a gyerekvállalás, így a balzsam okozta rendellenesség vele nem öröklődik tovább.

### Amarillo
Abraham a bölény költő együtt járja az vidéket Chaddel, az oroszlán íróval. Chad az írást csak karriernek és pénzkereseti lehetőségnek tartja, míg Abe szenvedélyesebb. A bölény elégeti kiadásra váró verseit, és hasonlóra biztatja az oroszlánt is, egy úszómedencében kis híján megsemmisítve annak legújabb kéziratát.
Blacksad azt tervezi, hogy kipiheni még magát New Orleansban, míg Weekly hazatér New Yorkba, fényképezőgépét kölcsönadva Johnnak. A repülőtérről távoztában munkát ajánl neki egy gazdag texasi: vigye el a kocsiját Tulsába, Oklahomába.
Chad és Abraham kocsija lerobban, ezért megpróbálnak elkötni egy motort egy utcai bandától. Az éppen oda érkező John védelmükre kel, de közben ellopják tőle a rábízott kocsit. A Chadék által hátrahagyott térképből kiderül, hogy Amarillóba tartanak. A motoros banda felajánlja segítségét és egy motort az üldözéshez.
Abraham és Chad részt vesz Billy a flamingó partiján, ahol a bölény megalázza az oroszlánt, azt állítva, fél a rendőröktől és a fegyverektől. Pár órával később a bölény elárulja Chadnek, hogy elküldte a kéziratát Tibetbe, a Dalai lámának. Chad számára ez a regény jelentette volna a kiutat jelenlegi életéből, ezért hirtelen haragjában lelövi Abrahamet. Blacksad kocsijával megrongálja a postaládát és visszaszerzi a kéziratot.
Amarilloban John búcsút int a motoros bandának, és találkozik Neallel, a hiéna ügyvéddel, aki ugyanakkor Chad irodalmi ügynöke is.
Amikor kiderül mindketten Chadet keresik, együtt utaznak tovább, hogy utolérjék azt a cirkuszt, ahol az oroszlán munkát vállalt.
Az FBI két ügynöke - akiktől Blacksad megmentette Alma Mayert, és ezért szeretnének bosszút állni Johnon - a megrongált postaláda ügyében nyomozva megtalálja a magánnyomozótól ellopott kocsit, a csomagtartóban Abraham holttestével, a kesztyűtartóban pedig Blacksad irataival.
Chad közben megpróbál beilleszkedni a cirkusz társulatába és összebarátkozik Luannenal, a sziámi macskával. A cirkuszban bujkáló lány után már régóta kutat gazdag családja. Az esti előadás alatt Luannet megtámadja az egyik bohóc, Polyphemus a medve. Chad a védelmére kel, és míg a medvével harcol, Luanne nyakon szúrja és megöli Polyphemust. A társulat Chadet hiszi tettesnek és úgy döntenek az a legjobb megoldás, ha mind a holttestől, mind Chadtől megszabadulnak. Az oroszlánt egy elhagyott bányajáratban hagyják megkötözve, azonban a lelkiismeretfurdalástól gyötört sziámi macska kiszabadítja, és vonatra szállnak. Elmore egy koala, a cirkusz vezetője felfedezi a szökést.
Blacksad és Neal meglátogatják John hugát, Donnát és kölcsönkérik a kocsiját. A cirkuszban Elmore hazudik nekik, ráadásul elárulja őket az FBI-ügynököknek. Blacksad és Neal meglóg, és a vonat után erednek. Elmore megpróbálja megölni Chadet, majd kilökni a vonatból Blacksadet, de ő zuhan a mélybe. Chicagóban, a Greyhound buszállomáson Blacksad rábeszéli Luannet, maradjon egy darabig a testvérénél. Neal úgy számol, hogy egy évre tudja enyhíteni Chad börtönbüntetését, és kiadná új regényét is, ami mindkettejüket mesésen gazdaggá tenné.
Chad azonban bűntudattól vezérelve egy nyilvános mosdóban hagyta a kéziratot. Chad és Neal dulakodása közben a hiéna egy busz elé esik. A súlyosan sérült ügyvéd bevallja, hogy első látásra beleszeretett Donnána, majd meghal. Blacksad és Chad elmenekül. A magánnyomozó megtalálja az indulni készülő Luannet, és győzködi Chadet, meneküljön el a lánnyal Mexikóba vagy Európába.
Blacksadet letartóztatja az FBI, ám Chad közbelép és mindent bevall. John visszatér New Yorkba. A mosdóban hagyott kéziratra rábukkan egy jómódú férfi, és az utcán sétálva belefeledkezik annak olvasásába.

## Rövid, kétoldalas képregények
- Comme chien et chat (Mint a kutyák és a macskák): először a Pilote magazin 2003 nyári különkiadásában jelent meg.

Blacksad egy házasságtörés leleplezését követően arról elmélkedik, hogy az emberek hiába utaznak el bárhová, a szokásaik ugyanazok maradnak, mindig ugyanazok a jelenetek ismétlődnek a változás reménye nélkül. Végül betér egy kávéra, ahol vár rá egy barát: Smirnov.
- Escupir al cielo (Köpés az égbe): először a Pilote magazin 2004 karácsonyi különkiadásában közölték.

John arra lesz figyelmes, hogy egy idős hölgy egy dühös rendőrrel vitatkozik, azt követelve, hogy csukja le a fiai gyilkosát, akiről még fényképe is van. Blacksad kimenti a rendőrkutya karmaiból és elkíséri régi kliensét az irodájába. Ismét elmondja az öregasszonynak, hogy most sem tudja vállalni a fiai ügyét, mert az elkövető túl nagy hatalommal bír. John ismeri az elkövetőt, korábban ő is bedőlt az ígéreteinek, és megjárta az európai hadszínteret a II. világháborúban. A nő nála hagyja a fotót, Blacksad pedig feltűzi a megoldásra váró ügyek táblájára. A kis toborzóplakát Uncle Samet ábrázolja.
A Dark Horse féle kiadás "A silent hell" kötete tartalmazza mindkét történetet.

## Tervezett folytatások
2016-ra volt tervezve két kötet, amelyek azonban még nem jelentek meg. Minden kötet borítója egy-egy színt képvisel, feketével indul és a tervek szerint az utolsó kötet ismét fekete lesz.

## Díjak
- 2004: három Eisner-díj jelölés
- 2005: két Eisner-díj
- Angouleme Prize for Artwork

## Magyarul
- Blacksad. Árnyak között; ford. Nagy Krisztián; Pesti Könyv, Bp., 2017
- Blacksad. Hófehér nemzet; ford. Nagy Krisztián; Pesti Könyv, Bp., 2018
- Blacksad. Vérvörös lélek; ford. Nagy Krisztián; Pesti Könyv, Bp., 2017
- Blacksad. Néma pokol; ford. Nagy Krisztián; Pesti Könyv, Bp., 2018
- Blacksad Amarillo; ford. Nagy Krisztián; Pesti Könyv, Bp., 2018

## Fordítás
Ez a szócikk részben vagy egészben  a   Blacksad című angol Wikipédia-szócikk ezen változatának fordításán alapul.  Az eredeti cikk szerkesztőit annak laptörténete sorolja fel. Ez a jelzés csupán a megfogalmazás eredetét és a szerzői jogokat jelzi, nem szolgál a cikkben szereplő információk forrásmegjelöléseként.

## Külső linkek
- Blacksadmania (franciául)
- Blacksad in Guía del cómic Archiválva 2009. május 29-i dátummal a Wayback Machine-ben (spanyolul)
- Wikifur (angolul)
- Guiadelcomic Archiválva 2013. július 11-i dátummal a Wayback Machine-ben (spanyolul)